# Quatuor Brandis
Pour les articles homonymes, voir Brandis (homonymie).
Le Quatuor Brandis est un quatuor à cordes allemand basé à Berlin, actif entre 1976 et 2002. 

## Historique
Le Quatuor Brandis est fondé à Berlin en 1976,.
Il porte le nom de son premier violon, Thomas Brandis (en) et réunit à l'origine des solistes de l'Orchestre philharmonique de Berlin. Depuis, les musiciens de l'ensemble ont quitté l'orchestre pour se consacrer au quatuor et à l'enseignement, à l'Université des arts de Berlin,.
Le répertoire de la formation est principalement centré sur les classiques mais comprend également les Fantaisies de Purcell et des créations contemporaines.
Le quatuor Brandis s'est produit au Festival de Salzbourg, aux Schubertiades d'Hohenems, ainsi qu'au Japon et aux États-Unis.
Leur legs discographique comprend une intégrale des quatuors à cordes de Beethoven, la plupart de ceux de Mozart, plusieurs de Haydn, les derniers quatuors de Schubert et les quintettes de Brahms et de Bruckner. L'ensemble a également enregistré trois fois le Quintette en ut de Schubert, dont une fois en compagnie de la violoncelliste russe Natalia Gutman.
Le quatuor est dissous en 2002,.

## Membres
Les membres du quatuor étaient :
- premier violon : Thomas Brandis (en), qui jouait un violon de G. B. Guadagnini (1776)[3] ;
- second violon : Peter Brem, qui jouait un violon de G. B. Guadagnini (1751)[3] ;
- alto : Wilfried Strehle, qui jouait un alto de Gasparo da Salò (1560)[3] ;
- violoncelle : Wolfgang Boettcher, qui jouait un violoncelle Goffriller et un Joseph Guarneri[3].

## Créations
Le Quatuor Brandis est le créateur de plusieurs œuvres, de Frank Michael Beyer (en) (Streichfantasie zu einem Motiv von J. S. Bach, 1978), Helmut Eder (de) (Quintette avec clarinette, 1984), Gottfried von Einem (Quatuor no 3, 1981), Giselher Klebe (Quatuor no 3, 1983) et György Kurtág (12 Microdules pour quatuor à cordes, op. 13, 1978), notamment. 